# Ahmet Kurt Pasza
Ahmet Kurt Pasza (ur. ?, zm. 1787) – pasza pochodzenia albańskiego, gubernator Ejaletu Berat.

## Życiorys
W latach 1774–1787 roku był gubernatorem Ejaletu Berat; podczas piastowania tej funkcji miała miejsce rozbudowa infrastruktury Beratu (m.in. budowa dwóch mostów oraz przebudowa twierdzy). Pod koniec swojej władzy porzucił politykę lojalności wobec władz osmańskich, czego konsekwencją było otrucie Ahmeta na zlecenie władz przez swojego lekarza.

## Życie prywatne
Był bratem Kary Mahmuta Paszy oraz miał dwoje dzieci: syna Mehmeta i córkę Merjeme.